# 김일중 (배우)
김일중(金一重, 1954년 5월 26일 ~ )은 대한민국의 배우이다.

## 생애
초등학교 4학년때, 신문에 난 배우 모집공고를 보고 방학때 서울로 올라왔는데 공고 낸 곳을 찾아가보니 연기학원같은 곳이어서 다시 광주로 내려갔다. 그후 유지인氏 주연의 '그대의 찬손'이라는 영화를 보고 감동받아 꼭 한번 유지인氏와 함께 영화를 해봐야 겠다는 생각을 할 정도로 영화배우에 대한 꿈은 여전했다. 나이가 든 후 연기학원에서 공개오디션을 받아 영화출연을 하게 되었다.

## 출연작

### 영화
- 《병태와 영자》 (1980년)
- 《소림신방》 (1982년)
- 《광동살무사》 (1983년)
- 《기문사육방》 (1983년)
- 《호걸춘풍》 (1987년)
- 《카리스마》 (1996년) - 태호세 역

### 방송
- 《전원일기》 (1980년, MBC)
- 《서울 시나위》 (1989년, MBC)
- 《사랑의 종말》 (1990년, MBC)
- 《사랑밖에 난 몰라》 (1998년, MBC)